# Pavetta hispidula
Pavetta hispidula är en måreväxtart som beskrevs av Robert Wight och George Arnott Walker Arnott. Pavetta hispidula ingår i släktet Pavetta och familjen måreväxter. Inga underarter finns listade i Catalogue of Life.